# Iryna Popowa
Iryna Olehiwna Popowa (ukrainisch Ірина Олегівна Попова, englische Transkription Iryna Popova; * 27. Mai 1991 in Horliwka) ist eine ehemalige ukrainische Mountainbikerin, die im Cross-Country aktiv war.

## Sportlicher Werdegang
Ihre Karriere im Mountainbikesport begann Popowa im olympischen Cross-Country (XCO). Bei Welt- und Europameisterschaften ging sie erstmals im Jahr 2012 an den Start, am UCI-Mountainbike-Weltcup nimmt sie seit 2013 teil. 
Nachdem sie im Jahr 2014 erstmals nationale Meisterin im Cross-country Eliminator (XCE) wurde, konzentrierte sie sich auf die neue Disziplin. 2016 wurde sie erstmals Europameisterin im Eliminator. Parallel dazu startet sie weiter im XCO und auch bei Etappenrennen. 2016 wurde sie neben Jana Belomoina als zweite Fahrerin der Ukraine für die Olympischen Sommerspiele in Rio de Janeiro nominiert und belegte im Cross-Country den 22. Platz.
Ihre bisher stärkste Saison hatte Popowa 2018: Sie gewann in Winterberg ihr bisher einziges Weltcup-Rennen im Eliminator und wurde Dritte der Gesamtwertung. Bei den Eliminator-Weltmeisterschaften gewann sie die Silbermedaille und bei den Europameisterschaften gewann sie das zweite Mal den Titel.
Seit der Saison 2024 wird Popowa nicht mehr in den Ergebnislisten des Mountainbikesports geführt.

## Erfolge
| 2014 - Ukrainische Meisterin – Eliminator XCE 2015 - Ukrainische Meisterin – Eliminator XCE 2016 - Europameisterin – Eliminator XCE - Ukrainische Meisterin – Cross-Country XCO - Ukrainische Meisterin – Eliminator XCE 2017 - Ukrainische Meisterin – Eliminator XCE - Salcano MTB Cup (HC) 2018 - Weltmeisterschaften – Eliminator XCE - Europameisterin – Eliminator XCE - Ukrainische Meisterin – Eliminator XCE - ein Erfolg UCI-MTB-Eliminator-Weltcup | 2019 - Ukrainische Meisterin – Cross-Country XCO - Ukrainische Meisterin – Eliminator XCE 2020 - Ukrainische Meisterin – Cross-Country XCO - Ukrainische Meisterin – Eliminator XCE 2021 - Weltmeisterschaften – Eliminator XCE - Europameisterschaften – Eliminator XCE 2022 - Ukrainische Meisterin – Short Track XCC - Ukrainische Meisterin – Eliminator XCE |